# 제5열과 첫 번째 마흔아홉 개의 단편들
《제5열과 첫 번째 마흔아홉 개의 단편들》(The Fifth Column and the First Forty-Nine Stories)은 어니스트 헤밍웨이 작품의 앤솔러지 단편집이다. 1938년 10월 14일 찰스 스크리브너스 선스에서 첫 발간하였다. 해당 작품에는 헤밍웨이의 유일한 장편 희곡인 《제5열》(The Fifth Column)과 49개의 단편이 수록되어 있다.
해당 앤솔러지에 실린 대부분의 단편은 다른 단편집에 《우리들의 시대에》, 《여자 없는 남자들》,  《승리자에겐 아무것도 주지 말라》에 이미 수록된 것들이다.

## 《제5열》
스페인 내전을 시간대로 삼는 희곡 《제5열》의 주인공 필립 롤링스(Philip Rawlings)는 미국 태생의 간첩이다. 출간 직후 이 희곡은 좋지 못한 평가를 받으며 다른 단편 작품에 묻히게 된다.
1983년 실제 연극으로 제작될 예정이었지만, 브로드웨이의 제작자들과의 차질로 인해 지연되었다. 1940년에는 시어터 길드(Theatre Guild)에 의해 브로드웨이에서 연극 버전으로 제작되는데, 이 과정에서 각본가 벤자민 글레이저(Benjamin Glazer)가 원고의 상당 부분을 수정하였다. 이에 반발한 헤밍웨이는 작품에서 자신의 이름을 지우려고 시도하기도 하였다. 해당 공연은 총 87차례 이루어졌다. 이후 2008년 민트 시어터 컴퍼니(Mint Theater Company)에서 처음으로 헤밍웨이의 원래 작품에 충실하여 연극을 다시 제작하여 공연하였다.

## 단편 수록작
| 1. 〈프랜시스 매코머의 짧지만 행복한 생애〉(The Short Happy Life of Francis Macomber) 2. 〈세계의 수도〉(The Capital of the World) 3. 〈킬리만자로의 눈〉(The Snows of Kilimanjaro) 4. 〈다리 위의 노인〉(Old Man at the Bridge) 1. 〈미시간에서〉(Up in Michigan) 1. 〈스미르나의 부두에서〉(On the Quai at Smyrna) 2. 〈인디언 부락〉(Indian Camp) 3. 〈의사와 의사의 아내〉(The Doctor and the Doctor's Wife) 4. 〈어떤 일의 끝〉(The End of Something) 5. 〈사흘간의 폭풍〉(The Three-Day Blow) 6. 〈싸우는 사람〉(The Battler) 7. 〈매우 짧은 이야기〉(A Very Short Story) 8. 〈병사의 고향〉(Soldier's Home) 9. 〈혁명당원〉(The Revolutionist) 10. 〈엘리엇 부부〉(Mr. and Mrs. Elliot) 11. 〈빗속의 고양이〉(Cat in the Rain) 12. 〈철이 지난〉(Out of Season) 13. 〈세상을 덮은 눈〉(Cross-Country Snow) 14. 〈늙은 내 아버지〉(My Old Man) 15. 〈두 개의 심장을 가진 큰 강〉 1부 (Big Two-Hearted River) 16. 〈두 개의 심장을 가진 큰 강〉 2부 | 1. 〈패배하지 않는 사람들〉(The Undefeated) 2. 〈다른 나라에서〉(In Another Country) 3. 〈흰 코끼리 같은 언덕〉(Hills Like White Elephants) 4. 〈살인자들〉(The Killers) 5. 〈조국은 당신에게 무엇을 말하고 있습니까?〉(Che Ti Dice La Patria?) 6. 〈오만 달러〉(Fifty Grand) 7. 〈간단한 질문〉(A Simple Enquiry) 8. 〈열 명의 인디언〉(Ten Indians) 9. 〈누군가를 위한 카나리아〉(A Canary for One) 10. 〈알프스의 목가〉(An Alpine Idyll) 11. 〈추격 경주〉(A Pursuit Race) 12. 〈오늘은 금요일〉(Today is Friday) 13. 〈시시한 이야기〉(Banal Story) 14. 〈이제 내 몸을 누이며〉(Now I Lay Me) 1. 〈폭풍 후〉(After the Storm) 2. 〈깨끗하고 불 밝은 곳〉(A Clean, Well-Lighted Place) 3. 〈세상의 빛〉(The Light of the World) 4. 〈신이여 신사 제현에게 즐거운 휴식을 주소서〉(God Rest You Merry, Gentlemen) 5. 〈바다의 변화〉(The Sea Change) 6. 〈당신이 결코 갈 수 없는 길〉(A Way You'll Never Be) 7. 〈여왕의 어머니〉(The Mother of a Queen) 8. 〈한 독자의 편지〉(One Reader Writes) 9. 〈스위스에 경의를〉(Homage to Switzerland) 10. 〈하루 동안의 기다림〉(A Day's Wait) 11. 〈시체의 박물관〉(A Natural History of the Dead) 12. 〈와이오밍의 포도주〉(Wine of Wyoming) 13. 〈도박사와 수녀와 라디오〉(The Gambler, the Nun, and the Radio) 14. 〈아버지들과 아들들〉(Fathers and Sons) |

## 한국어판 출판 내역
다음은 희곡 《제5열》의 한국어판 출판 내역이다.
- 《第五列》. 번역 이가형. 휘문출판사. 1968.
- 《第五列》. 번역 이상옥. 대양서적. 1973.
- 《제5열》. 번역 김옥수. 비꽃. 2020. ISBN 9791185393858.

## 참고 문헌
- Oliver, Charles (1999). Ernest Hemingway A to Z: The Essential Reference to the Life and Work (영어). New York: Checkmark Publishing. ISBN 978-0-8160-3467-3.
- 이봉환; 변문균 (2015). “김병철의 헤밍웨이소설 번역작업의 자구 해석적 등가성의 한계”. 《현대영미어문학》 (현대영미어문학회) 33 (3).